# Явгільдінська сільська рада
Явгі́льдінська сільська рада (рос. Явгильдинский сельский совет) — муніципальне утворення у складі Караідельського району Башкортостану, Росія. Адміністративний центр — присілок Явгільдіно.

## Населення
Населення — 873 особи (2019, 1027 в 2010, 1077 в 2002).

## Склад
До складу поселення входять такі населені пункти:
| Населений пункт      | Населення, осіб (2002) | Населення, осіб (2010) |
| -------------------- | ---------------------- | ---------------------- |
| Тайга, присілок      | 53                     | 27                     |
| Тайкаш, присілок     | 565                    | 547                    |
| Явгільдіно, присілок | 459                    | 453                    |